# Gilgamesj-epos
Het Gilgamesj-epos is een van de oudste literaire werken. De oorsprong van dit heldendicht van ongeveer 3000 dichtregels ligt waarschijnlijk in het Sumer van ca. 2100 v.Chr. Gilgamesj zelf zou koning zijn geweest in Uruk rond 2620 v.Chr. Het epos werd ontelbare malen overgeschreven en bewerkt en het verspreidde zich over een groot gebied.

## Ontstaan en ontwikkeling van het epos
Het epos gaat terug op losse verhalen in het Sumerisch rond de figuren van 'Bilgames', een variantspelling van Gilgamesj – wat in het Sumerisch iets betekent als de voorouder is een jonge held – en Enkidoe uit het begin van het derde millennium v.Chr. Vermoedelijk zijn deze mondeling overgeleverd en gereciteerd door barden aan de koninklijke hoven. Dit zijn waarschijnlijk kopieën van teksten uit de periode van de laatste opleving van Sumer tijdens de derde dynastie van Ur, ca. 2112-2000 v.Chr. Ze zijn op schrift gesteld ten tijde van koning Šulgi van Ur (derde dynastie), die ook al een bibliotheek had aangelegd. Ook is er nog "Bilgames, Enkidoe en de onderwereld" waarvan de tweede helft later aan het Gilgamesj-epos werd toegevoegd.
Deze cyclus werd vertaald in het Akkadisch 
met als gevolg dat er al in de 18e eeuw v.Chr. een samenhangend epos bestond van vijf tot acht tabletten en 2000 verzen met als titel Sjoetoer eli sjarri ‘hoog rijst hij op boven alle koningen’. Fragmenten ervan zijn teruggevonden bij opgravingen in Centraal- en Zuid-Mesopotamië, maar ook in het Hettitische rijk en in het Mitanni-rijk in West-Iran, Oost-Turkije en Syrië. Een ander fragment is gevonden in Megiddo bij Haifa in Israël. Waarschijnlijk werden de teksten gebruikt door schrijversscholen om Akkadisch te leren.
Rond 1200 v.Chr. onderging het epos een soort standaardisatie in zijn redactie. Het epos heette toen: Sja nagba imoeroe ‘hij die alles gezien heeft’. Het werd verdeeld over elf tabletten en kreeg een strakke, bijna symmetrische compositie met het omslagpunt op het zesde tablet. Het verhaal werd geformaliseerd met veel vaststaande frasen en herhalingen. Waarschijnlijk is het verhaal van de grote vloed pas tijdens deze laatste redactie aan het epos toegevoegd. Er bestaan oudere verhalen over de vloed in het Sumerisch en oud-Babylonisch van circa 1800 v.Chr., bijvoorbeeld het Atrahasis-epos. De standaardversie van het Gilgamesj-epos moet een omvang hebben gehad van zo'n 3000 regels. Geschreven fragmenten zijn bekend uit de periode 1200-130 v.Chr.
Later is nog een twaalfde tablet aan het epos toegevoegd, een schildering van de onderwereld. Het is een vrij letterlijke vertaling van een oudere, Sumerische voorloper van het epos (Bilgames, Enkidoe en de onderwereld), maar de loop van het verhaal klopt niet helemaal, want Enkidoe is opeens weer levend en daalt af in de onderwereld om speelgoed van Gilgamesj op te halen.

## Vondst van de kleitabletten en tekstreconstructie
De tekst van het epos, geschreven in spijkerschrift op kleitabletten, is voor het eerst ontdekt in de bibliotheek van koning Assoerbanipal in Ninive, de hoofdstad van Assyrië. De bibliotheek was in 612 v.Chr., bij een aanval van de Meden en de Babyloniërs op de stad door brand verwoest. Door de hoge temperatuur tijdens de brand werden de kleitabletten gebakken, waardoor ze bewaard zijn gebleven – anders waren de teksten waarschijnlijk verloren gegaan. De kleitabletten zijn door de vloer heen op de begane grond gevallen en in een 30 cm hoge stapel terechtgekomen. De meeste tabletten waren gebroken en de brokstukken lagen door elkaar.
De Britse ontdekker Austen Henry Layard besefte in 1850 wel dat zijn vondst belangrijk was, maar hij wist niet goed wat hij ermee moest: het Akkadische spijkerschrift was toen nog niet ontcijferd. Bovendien zocht hij naar "echte" schatten, zoals juwelen, beelden en wandschilderingen. De tabletten liet hij in kratten afvoeren, en ze werden aan allerlei musea en antiquairs verkocht zonder bij elkaar horende delen bij elkaar te houden. Het kostte de grootste moeite om alles weer een beetje bij elkaar te zoeken. Vanaf 1857 werd het spijkerschrift eindelijk ontcijferd, en het vertalen kreeg een aanzienlijke impuls toen de assyrioloog George Smith ontdekte dat er overeenkomsten zijn tussen fragmenten van het epos en geschriften in de Bijbel, zoals het verhaal over de zondvloed, een ontdekking die tot grote opwinding leidde.
De vondst van Layard bleek vier kopieën van het epos te bevatten. Smith ging twintig jaar na de eerste opgraving nog eens terug om doelgericht naar tabletten te zoeken. Hij ontdekte nog talloze fragmenten die daarvóór over het hoofd gezien waren. Later werden – overal in Sumer en ver daarbuiten – eveneens delen van het epos gevonden. Met behulp van al deze bronnen kon de loop van het verhaal redelijk betrouwbaar worden gereconstrueerd. In 1930 verscheen de eerste complete standaarduitgave van het epos door Reginald Campbell Thompson.
Ook in de 21e eeuw worden nog steeds nieuwe fragmenten gevonden, die toelaten lacunes in te vullen of zelfs de structuur te herzien.

## De structuur van het epos

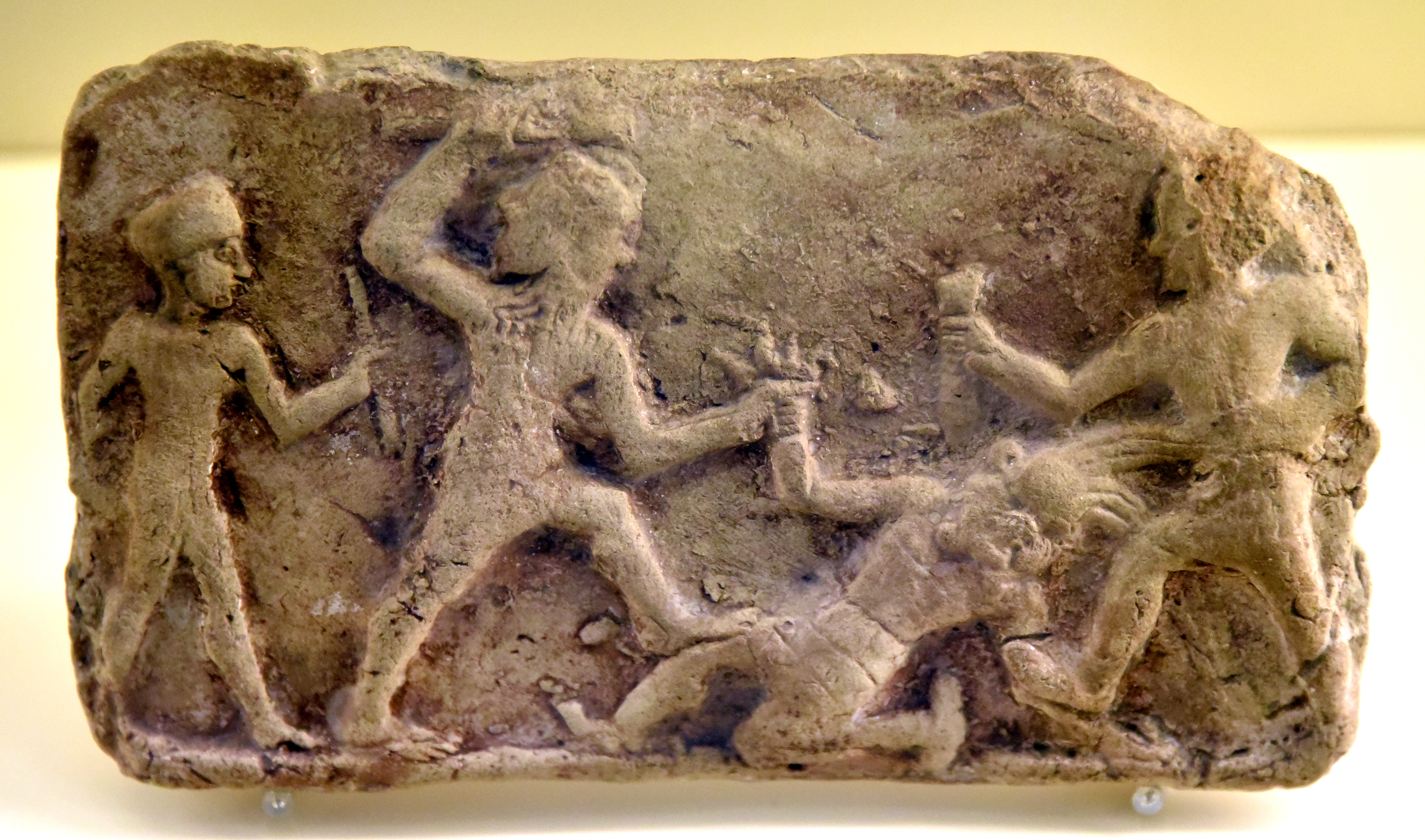
Gilgamesj en Enkidoe verslaan Humbaba in het cederwoud

Er zijn elf kleitabletten, die ieder een afgerond geheel van het epos bevat hebben. Van de meeste tabletten zijn echter geen geheel volledige versies bekend. Door sommigen wordt ook nog een twaalfde tablet erkend als horende bij het epos.
1. Gilgamesj is de grootste koning op aarde, voor twee derde god, een derde mens en de sterkste held aller tijden. Zijn volk echter vindt hem te hardvochtig en daarom schept de hemelgod Anu de wildeman Enkidoe, die door de nadītu-priesteres Shamhat verlicht wordt via gemeenschap.
2. Enkidoe vecht met Gilgamesj, maar verliest het gevecht. Zij worden grote vrienden. Gilgamesj, hunkerend naar een glorieus avontuur dat hem onsterfelijk zal maken, stelt voor op avontuur te gaan in het cederwoud.
3. Voorbereidingen voor de tocht naar het cederwoud; velen steunen de helden, onder anderen de zonnegod Sjamasj.
4. De tocht naar het cederwoud.
5. Gilgamesj en Enkidoe doden Humbaba, de demonische beschermer van het woud met hulp van Sjamasj. Zij hakken de bomen om en bouwen een vlot, waarop zij naar Uruk terugdrijven.
6. Gilgamesj is niet gediend van de seksuele aandacht van de godin Isjtar. Zij laat haar vader Anu de Stier des Hemels sturen als wraak op Gilgamesj en zijn stad. Gilgamesj en Enkidoe doden de stier echter.
7. De goden besluiten dat iemand gestraft moet worden voor de dood van Humbaba, namelijk Enkidoe. Hij wordt ziek en als hij op zijn sterfbed ligt, beschrijft hij hoe de hel eruitziet.
8. Klaagzang van Gilgamesj voor zijn vriend Enkidoe.
9. Gilgamesj krijgt angst voor de dood. Hij besluit op zoek te gaan naar het eeuwig leven, door een gevaarlijke reis te ondernemen om Oetnapisjtim en zijn vrouw te bezoeken. Zij zijn de enige mensen die onsterfelijk zijn en zijn al in leven sinds voor de zondvloed.
10. De reis. De veerman Urshanabi boomt Gilgamesj over de Wateren des Doods.
11. Gilgamesj ontmoet Oetnapisjtim, die hem het verhaal van de zondvloed vertelt en hem twee kansen op onsterfelijkheid geeft. Gilgamesj vergooit zijn kansen op onsterfelijkheid echter allebei. Hij kiest ervoor het kruid van het eeuwige leven mee te nemen, valt echter in slaap en terwijl hij slaapt, neemt een slang het kruid mee. Daarna blijft er voor hem niets anders over dan om naar Uruk terug te keren.
12. Rond 1200 v.Chr. is een twaalfde tablet toegevoegd. Gilgamesj laat zijn bal en stok in de onderwereld vallen en Enkidoe gaat ze ophalen, maar de onderwereld grijpt hem. Gilgamesj maakt een gat in de grond en de geest van Enkidoe kan ontsnappen en hem vertellen hoe het er in de onderwereld aan toe gaat.

## Overeenkomsten met de Bijbel
Of er delen zijn van het heldendicht die enige geschiedkundige waarheid bevatten, is twijfelachtig. Het is wel interessant om op te merken dat de Bijbel en het Gilgamesj-epos beide de Zondvloed noemen. Dit is te danken aan het feit dat dit verhaal uit het Gilgamesj-epos in het gehele Midden-Oosten verteld werd. Het verhaal van de zondvloed komt ook terug in het nog oudere Atrahasis-epos. Tot in de twintigste eeuw vertelden verhalenvertellers dit verhaal door. Een fragment van tablet 7 is gevonden in Megiddo, bij Haifa in Israël, mogelijk uit ca. 1300 v.Chr. Het grootste deel van de Bijbel zou pas vanaf 586 v.Chr. in Babylon zijn geschreven. Het Gilgamesj-epos en de Zondvloed worden wel in verband gebracht met het onderlopen van de Zwarte Zee na de ijstijd.
De Patriarchen vormen een groep tussen de semi-nomadische semitische stammen die de handelsroutes bedienden met lastezels (kamelen waren nog niet gedomesticeerd in deze streek). Hun mythen hebben veel gemeen met de Mesopotamische mythologie: zo is er sprake van een gouden eeuw, de zondvloed, de toren van Babel. De namen van deze patriarchen zijn in feite zeer oud, en komen in Mesopotamische teksten reeds vroeg, 2e millennium v.Chr., voor.
De mythe van Ziusudra, de held die aan de zondvloed ontsnapte op een boot van riet en bitumen, die hij op last van watergod Enki maakte, dateert al uit het 4e millennium v.Chr. en lijkt model voor Noach te hebben gestaan.
In 1750 v.Chr. bestond in Mesopotamië onder Hammurabi een tempelcultus van de toenmalige stadsgod Mardoek. De mythen van de Schepping en de Zondvloed kwamen ook toen nog voor.
De verhalen over de vloed in het Gilgamesj-epos en Genesis zijn zo gelijklopend, dat onderzoekers op zoek gingen naar mogelijke verklaringen. Alexander Heidel stelt drie mogelijke theorieën over deze verwantschap voor:
1. de Babyloniërs ontleenden het verhaal uit het Hebreeuwse verslag
2. het Hebreeuwse verslag steunt op het Babylonische
3. beide stammen af van een gemeenschappelijke 'oerbron'

Zijn conclusie is dat, omdat het in Akkadisch opgestelde epos ouder is dan het Oude Testament, de best geaccepteerde verklaring de tweede is, namelijk dat het Bijbelse verhaal gebaseerd is op het Babylonische materiaal. Andere onderzoekers zoals K.A. Kitchen opteren dan weer voor de derde mogelijkheid, dat de twee verhalen een gemeenschappelijke bron zouden hebben, en dus niet van elkaar geleend hebben.
Een volgende overeenkomst met het Bijbelse scheppingsverhaal is de slang, het dier dat in zijn eigen staart kan bijten, en zo een ring kan vormen. De slang, die daarom als een symbool van de eeuwigheid werd opgevat: geen begin en geen eind. Het is ook hier de slang, die Gilgamesj zijn kans op eeuwig leven ontneemt, gelijk de slang in het Bijbelverhaal Adam en Eva (en zo de mensheid) tot stervelingen maakt.
Bijbel en het Gilgamesj-epos vormen beide een deel van de mythologie, die leefde tussen de oervolkeren in die streken. In beide verhalen wordt de mensheid geleerd, dat wij allen zullen dood gaan.

## Citaten[13]
(Gilgamesj over de dood van zijn vriend Enkidoe) Mijn vriend die ik zo beminde is weer tot klei geworden... Zes dagen en zeven nachten weende ik over hem. Ik gaf zijn lichaam niet vrij voor graflegging tot een worm uit zijn neus viel.

Voor mijzelf vond ik geen beloning, slechts een reptiel bewees ik een dienst.

(Oetnapisjtim) Duren rechtzaken eeuwig? Wassen rivieren eeuwig? Een libelle vliegt over het water; haar aanschijn weerspiegelt even de zon – en dan is er plotseling niets meer...

Een woudduif kreunde, een tortelduif riep een antwoord. En toen de ooievaar schreeuwde, juichte het hele bos.

(Raad van Sudiri) O Gilgamesj, waartoe dit dwalen? Het leven dat je zoekt zul je nooit vinden. Toen de Goden de mensheid schiepen, beschikten zij de dood voor de mensheid en hielden het leven voor zichzelf... Maak plezier, elke dag; dans en vermaak je, dag en nacht! ... Bewonder het kind dat je bij de hand houdt. Laat je vrouw genieten van je voortdurende omhelzingen! Want dat is het lot [van de stervelingen].

## Vertalingen en bewerkingen

### Nederlandse vertalingen
- F.M.Th. de Liagre Böhl, Het Gilgamesj Epos. Nationaal heldendicht van Babylonië. Amsterdam: H.J. Paris, 1941 en herdrukken.
- T. de Feyter (vert. en ill.), Gilgamesj, een zoektocht naar onsterfelijkheid. Zeist: Vrij Geestesleven, 1991. ISBN 90-6038-315-X.
- T. de Feyter, Het Gilgamesj-epos. Amsterdam: Ambo, 2002 en herdrukken. ISBN 90-2631-934-7.[14]
- H.J. Vanstiphout, Het epos van Gilgameš. Vertaling uit de grondteksten, inleiding en annotatie. Nijmegen: SUN, 2002 en herdrukken. ISBN 90-5875-101-5.

### Engelse vertaling
- Sophus Helle, Gilgamesh. A New Translation of the Ancient Epic, 2021. ISBN 9780300251180

### Als beeldverhaal en kinderboek
- Geraldine McCaughrean, Gilgamesj de held. Christofoor, 2003. ISBN 9789062387052.
- Frank Groothof, Gilgamesj. Nieuw Amsterdam, 2006. ISBN 9789046800713.
- G. de Bonneval en F. Duchazeau, Gilgamesj. Vertaald uit het Frans door E. van den Biesen. Atlas, 2007. ISBN 9045013487.

### Nederlandse vertaling
- Gilgamesj. Een oud verhaal opnieuw verteld - https://www.koersjournal.org.za/index.php/koers/article/viewFile/1774/1867

### Engelse vertalingen uit het Sumerisch
- Gilgamesh and Huwawa, version A - (the adventure of the cedar forest) - https://web.archive.org/web/20061230153028/http://www-etcsl.orient.ox.ac.uk/section1/tr1815.htm
- Gilgamesh and Huwawa, version B - https://web.archive.org/web/20070629164502/http://www-etcsl.orient.ox.ac.uk/section1/tr18151.htm
- Gilgamesh and the Bull of Heaven - https://web.archive.org/web/20020807224038/http://www-etcsl.orient.ox.ac.uk/section1/tr1812.htm
- Gilgamesh and Aga - https://web.archive.org/web/20080505051048/http://www-etcsl.orient.ox.ac.uk/section1/tr1811.htm
- Gilgamesh, Enkidu and the nether world - https://web.archive.org/web/20020825073448/http://www-etcsl.orient.ox.ac.uk/section1/tr1814.htm
- The death of Gilgamesh - https://web.archive.org/web/20061230152520/http://www-etcsl.orient.ox.ac.uk/section1/tr1813.htm